# Тиду
Тиду (ест. Tõdu) — село в Естонії, входить до складу волості Киллесте, повіту Пилвамаа.